# Anabelle Dreville
Anabelle Dreville, née le 4 mars 1995 à Beauvais, est une coureuse cycliste française, des années 2010.

## Biographie
Elle commence le cyclisme à l'âge de seize ans au club du VC Beauvais. Son père est lui-même cycliste. Elle étudie la médecine à la Faculté Henri Warembourg de Lille.
En 2014, pour sa première sélection en équipe de France au championnat d'Europe sur route espoirs, elle part en échappée avec Elena Cecchini et Sabrina Stultiens. Les trois coureuses se disputent la victoire. Annabelle Dreville tente de partir au kilomètre puis aux cinq cents mètres sans succès. Au sprint, Annabelle prend la médaille de bronze. Elle est alors entraînée par Thierry Cordier et Thierry Chevrier,. 
En 2015, elle finit vingtième de la Flèche wallonne. Elle gagne également le titre de championne de France universitaire. En 2016, elle devient professionnelle au sein de l'équipe  Poitou-Charentes.Futuroscope.86 et poursuit ses études à l'Université de Lille où elle profite d'un emploi du temps aménagé. Elle est licenciée au Vélo-Club de Roubaix Lille Métropole.
En 2017, elle remporte deux manches de la Coupe de France : le Grand Prix de Chambéry et La Picto-Charentaise. Elle termine également deuxième d'étape sur le Tour d'Ardèche et le Tour de Gironde (4e du classement général) ou encore troisième de la Classic Féminine de Vienne Poitou-Charentes.
En 2018, elle rejoint l'équipe World Tour belge Lotto-Soudal Ladies et se classe notamment troisième du championnat de France sur route. Elle n'est pas conservée à l'issue de la saison et décide de mettre un terme à sa carrière.

## Palmarès sur route

### Par années
- 2014
  -  Médaillée de bronze du championnat d'Europe sur route espoirs
- 2015
  -  Championne de France du contre-la-montre espoirs
- 2016
  - 2e du championnat de France du contre-la-montre espoirs
  - 3e du Tour de Charente-Maritime féminin (cdf)
- 2017
  - Grand Prix de Chambéry (cdf)
  - La Picto-Charentaise (cdf)
  - 2e de la coupe de France espoirs
  - 3e de la Classic Féminine de Vienne Poitou-Charentes (cdf)
- 2018
  - 3e du championnat de France sur route

### Classements mondiaux
| Année                                 | 2014 | 2015 | 2016 | 2017 | 2018 |
| ------------------------------------- | ---- | ---- | ---- | ---- | ---- |
| Classement UCI                        | 101e | 327e | nc   | 457e | 311e |
| UCI World Tour                        |      |      | nc   | nc   | 166e |
|                                       |      |      |      |      |      |
| Légende : nc = non classéSource : UCI |      |      |      |      |      |